# Campeonato Amazonense de Futebol Feminino
O Campeonato Amazonense de Futebol da categoria feminina é realizado desde 1984, pela Federação Amazonense de Futebol. O torneio passou por um período sem ser realizado até seu retorno em 2007, por conta da criação da Copa do Brasil de Futebol Feminino, na qual todas as federações deveriam indicar um representante. A partir de 2013 o torneio passou a indicar o representante do estado no Campeonato Brasileiro de Futebol Feminino.

## História
O primeiro Campeonato Amazonense de Futebol Feminino organizado pela Federação se deu em 1984, e seu campeão foi o Sul América, que se mostrou uma força local chegando a duas decisões no cenário nacional, sendo campeão em 1991 e vice em 1988. O time sub 17 do Rio Negro foi vice-campeão do torneio nacional da categoria em 1997.
A partir do final dos anos 90 o futebol feminino entrou em esquecimento no estado. O estadual só voltou a ter o mínimo de prestigio a partir da exigência da CBF de que cada estado indicasse seus representantes na Copa do Brasil de Futebol Feminino a partir de um campeonato regional. Nesse novo modelo, o Iranduba passou a dominar, tornando-se octacampeão amazonense entre 2011 a 2018. Apesar do domínio, o verdão que carrega o nome de sua cidade não obteve sucesso na Copa do Brasil. Em nove edições deste torneio nacional, o Amazonas jamais avançou além das quartas de final. No Campeonato Brasileiro de Futebol Feminino, teve a sua melhor participação em 2017, chegando às semifinais. A atual campeã amazonense é a equipe do 3B da Amazônia.
No ano de 2016 o Iranduba chegou a final do Brasileirão Sub-17, sendo aclamado pela torcida amazonense a grande final foi na Arena da Amazônia com grande presença do público o que chamou a atenção da CBF que realizou em Dezembro de 2016 o Torneio de Seleções da Caixa.

## Participantes
Em 2022 o campeonato estabeleceu um recorde de participantes, contando com 13 clubes, que são:.
| Equipe              | Cidade      | Títulos                                             |
| ------------------- | ----------- | --------------------------------------------------- |
| 3B da Amazônia      | Manaus      | 2 (2019 e 2021)                                     |
| Atlético Amazonense | Manaus      | —                                                   |
| CDC Manicoré        | Manicoré    | —                                                   |
| Clipper             | Manaus      | —                                                   |
| Fast Clube          | Manaus      | —                                                   |
| Iranduba            | Iranduba    | 8 (2011, 2012, 2013, 2014, 2015, 2016, 2017 e 2018) |
| JC                  | Itacoatiara | 1 (2020)                                            |
| Paramazonas         | Manaus      | —                                                   |
| Penarol             | Itacoatiara | —                                                   |
| Recanto             | Manaus      | —                                                   |
| Rio Negro-AM        | Manaus      | 2 (1997 e 2007)                                     |
| São Raimundo-AM     | Manaus      | 1 (2010)                                            |
| Tarumã              | Manaus      | —                                                   |

## Lista de Campeões
O Campeonato Amazonense de Futebol Feminino é realizado desde 1984, mas passou por um período sem ser realizado. A partir de 2007 a Federação Amazonense de Futebol voltou a organizar seu torneio oficial, os quais a listagem de campeões é conhecida. Os clubes campeões conhecidos do Campeonato Amazonense de Futebol Feminino são:

## Artilheiras
| Ano  | Artilheira       | Clube               | Gols |
| ---- | ---------------- | ------------------- | ---- |
| 1986 | Marta            | Sul América         |      |
| 1997 | Fabiana          | Rio Negro           | 29   |
| 2012 | Darliene         | Liga Itacoatiarense | 10   |
| 2013 | Darliene         | Liga Itacoatiarense | 10   |
| 2014 | Luciane          | Iranduba            | 14   |
| 2015 | Luciana          | Iranduba            | 11   |
| 2016 | Paulinha         | Manaus              | 16   |
| 2017 | Carla            | 3B da Amazônia      | 13   |
| 2018 | Paola del Carmen | 3B da Amazônia      | 8    |
| 2019 | Paulinha         | 3B da Amazônia      | 15   |
| 2020 | Roqueline        | 3B da Amazônia      | 3    |
| 2020 | Carla Alves      | Recanto             | 3    |
| 2020 | Luciane          | Recanto             | 3    |
| 2021 | Darilene         | Penarol             | 12   |
| 2022 | Luzia            | Recanto             | 14   |